# Don Giovanni ou O Dissoluto Absolvido
Don Giovanni ou O Dissoluto Absolvido é uma obra de José Saramago, lançada em 2005.